# مالكولم أرنولد
السير مالكولم هنري أرنولد (بالإنجليزية: Malcolm Arnold)‏ (21 أكتوبر 1921 في نورثهامبتون - 23 سبتمبر 2006 في نورفولك) كان ملحن بريطاني وأحد الفائزين بجائزة الأوسكار.
درس مالكولم التلحين والبوق في الكلية الملكية للموسيقى في لندن. أصبح بعدها بين عامي 1941 و1948 عازفا على البوق في أوركسترا لندن الفيلارمونية وأيضا في أوركسترا بي بي سي السيمفونية. تحصل عام 1970 على رتبة الإمبراطورية البريطانية. ألف أكثر من 132 موسيقى تصويرية، فاز بجائزة الأوسكار العالمية عن معزوفته في فيلم جسر على نهر كواي عام 1958.

## وصلات خارجية
- مالكولم أرنولد على موقع IMDb (الإنجليزية)
- مالكولم أرنولد على موقع مونزينجر (الألمانية)
- مالكولم أرنولد على موقع ألو سيني (الفرنسية)
- مالكولم أرنولد على موقع ميوزك برينز (الإنجليزية)
- مالكولم أرنولد على موقع قاعدة بيانات الأفلام السويدية (السويدية)
- مالكولم أرنولد على موقع إن إن دي بي (الإنجليزية)
- مالكولم أرنولد على موقع أول ميوزيك (الإنجليزية)
- مالكولم أرنولد على موقع ديسكوغز (الإنجليزية)
- مالكولم أرنولد على موقع قاعدة بيانات الفيلم (الإنجليزية)
- مالكولم أرنولد على موقع كينوبويسك (الروسية)

- موقع مالكولم أرنولد